# فلفل ضيق الورق
فلفل ضيق الورق أو مَتيِكْو أو عرطنث (الاسم العلمي: Piper aduncum)، نبات مُزهر من فصيلة الفلفلية. مثل العديد من الأنواع في الفصيلة، فإن شجرة متيكو لها رائحة الفلفل. نبات بري ينمو على السواحل وفي غابات أمريكا الوسطى والجنوبية وفي الوديان البينية، على ارتفاع 3000 متر فوق مستوى سطح البحر.